# Cheonmin
Se denominaba cheonmin, o "vulgo" a la más baja de las castas de ciudadanos comunes en Corea durante el período dinástico. Este grupo fue muy amplio durante los períodos Goryeo y Joseon de burocracia agrícola coreana. En forma similar al sistema de castas de la India, esta clase social era mayormente hereditaria y basada en ciertas profesiones u ocupaciones consideradas "sucias" por las clases superiores. La lista de ocupaciones sucias incluía a los carniceros (Baekjeong), shamanes, zapateros, trabajadores del metal, nobi (esclavos), prostitutas, magos, hechiceros, guardia cárceles y actores como por ejemplo el kisaeng. La naturaleza hereditaria del sistema de castas condujo a discriminación institucionalizada y prejuicios desde comienzos de la historia de Corea, ya que los cheonmin se encontraban segregados de la mayoría de las formas de progreso social, incluido entrar al servicio de la burocracia pública o presentarse a los exámenes para el sistema gwageo de servicio civil.
Los cheonmin, aunque ubicados en un escalón más elevado que la casta tradicional de los intocables o descastados dnominados baekjeong, vivían segregados, al igual que los baekjeong, aislados del resto de la sociedad alojados en guetos lejos del resto de la sociedad. Aunque los cheonmin realizaban tareas que otros coreanos consideraban sucias o poco dignas, ellos desempeñaban una función esencial en la sociedad dinástica de Corea. Aunque el sistemas de clases y castas de la Corea dinástica ya no existe en la era moderna, ciertos resabios de discriminación social basados en la ocupación de las personas continúan ejerciendo cierta influencia en los valores de la sociedad moderna de Corea del Sur, mientras que por el contrario en Corea del Norte se abolió totalmente la división de clases sociales al entrar en vigencia el socialismo como sistema de organización nacional tras la revolución comunista liderada por Kim Il-sung, razón por la cual los herederos sobrevivientes de las familias Yangban como el antiguo general Kim Ung So hoy viven como cualquier ciudadano de clase trabajadora sin distinción de clases sociales respecto al resto de la población norcoreana.